# Patrick Jacobs
Pour les articles homonymes, voir Jacobs.
Patrick Jacobs, né le 25 juillet 1962 à Hal, est un coureur cycliste belge. Il devient professionnel en 1986 et le reste jusqu'en 1992. Il remporte une victoire durant cette période.

## Palmarès
- 1984
  - 3e du Cinturón a Mallorca

- 1989
  - Prix de Purnode

## Tour de France
Ses classements dans les 4 participations du Tour de France :
- 1987 : abandon
- 1989 : abandon
- 1990 : abandon
- 1991 : 82e

## Tour d'Italie
- 1990 : 68e